# Лантабат
Лантаба́т (фр. Lantabat; баск. Landibarre) — коммуна во Франции, находится в регионе Аквитания. Департамент — Атлантические Пиренеи. Входит в состав кантона Пеи-де-Бидаш, Амикюз и Остибар. Округ коммуны — Байонна.
Код INSEE коммуны — 64313.

## География
Коммуна расположена приблизительно в 680 км к юго-западу от Парижа, в 185 км южнее Бордо, в 65 км к западу от По.
По территории коммуны протекает река Жуайёз.

## Климат
Климат тёплый океанический. Зима мягкая, средняя температура января — от +5°С до +13°С, температуры ниже −10 °C бывают редко. Снег выпадает около 15 дней в году с ноября по апрель. Максимальная температура летом порядка 20-30 °C, выше 35 °C бывает очень редко. Количество осадков высокое, порядка 1100 мм в год. Характерна безветренная погода, сильные ветры очень редки.

## Население
Население коммуны на 2010 год составляло 292 человека.
| 1962 | 1968 | 1975 | 1982 | 1990 | 1999 | 2010 |
| ---- | ---- | ---- | ---- | ---- | ---- | ---- |
| 402  | 408  | 339  | 313  | 307  | 284  | 292  |

## Администрация
| Период | Период | Фамилия      | Партия | Примечания |
| ------ | ------ | ------------ | ------ | ---------- |
| 1995   | 2001   | Жан-Луи Итта |        |            |
| 2001   | 2020   | Ив Ондар     |        |            |

## Экономика
В 2010 году среди 168 человек трудоспособного возраста (15-64 лет) 121 были экономически активными, 47 — неактивными (показатель активности — 72,0 %, в 1999 году было 68,5 %). Из 121 активных жителей работали 121 человек (74 мужчины и 47 женщин), безработных не было. Среди 47 неактивных 16 человек были учениками или студентами, 17 — пенсионерами, 14 были неактивными по другим причинам.

## Достопримечательности
- Часовня Св. Киприана (XII век). Исторический памятник с 2003 года[4]
- Часовня Св. Стефана (XII век)[5]
- Церковь Св. Мартина (XVIII век)[6]
- Протоисторическая стоянка. Исторический памятник с 1982 года[7]
- Протоисторические оборонительные укрепления. Исторический памятник с 1982 года[8]

## Фотогалерея
- Мэрия
- Церковь Св. Мартина
- Церковь Св. Мартина
- Часовня Св. Петра
- Часовня Св. Киприана
- Река Жуайёз
- Баскские стелы